# Ananda Mahidol
Ananda Mahidol (20 tháng 9 năm 1925 – 9 tháng 6 năm 1946) là quân chủ thứ tám của Vương triều Chakri tại Thái Lan. Ông được Quốc hội công nhận là Quốc vương vào tháng 3 năm 1935, khi đó ông là mới là một cậu bé chín tuổi và đang sống tại Thụy Sĩ. Ông trở về Thái Lan vào tháng 12 năm 1945, song đến tháng 6 năm 1946, ông được phát hiện tử vong trên giường. Sự việc thoạt đầu được cho là một tai nạn, song giám định y khoa cho thấy rằng đây là một vụ ám sát, tiếp đó, ba người bị hành quyết sau những phiên toà không đúng quy cách. Các chi tiết bí ẩn xung quanh trường hợp tử vong của ông là chủ đề gây tranh luận.

## Tên
Ananda Mahidol (tiếng Thái: อานันทมหิดล) là một cụm từ tiếng Thái, có nghĩa là "niềm vui của Mahidol" (cha của ông); Quốc vương Vajiravudh, tức bác của ông, đặt cho ông tên này trong một bức điện tín vào ngày 13 tháng 10 năm 1925. Khi ông nắm giữ tước "mom chao" – hạng thấp nhất trong số các thân vương -— ông sử dụng họ "Mahidol". Tước hiệu và tên đầy đủ của ông trở thành "Mom Chao Ananda Mahidol Mahidol" (tiếng Thái: หม่อมเจ้า อานันทมหิดล มหิดล). Danh xưng vương thất đầy đủ của ông là "Phra Bat Somdet Phra Poramentharamaha Ananda Mahidol Phra Atthama Ramathibodindara" (tiếng Thái: พระบาทสมเด็จพระปรเมนทรมหาอานันทมหิดลฯ พระอัฐมรามาธิบดินทร); RTGS: —Ananthamahidon Phra Atthamaramathibodin), hay Rama VIII.

## Xem thêm

Hoàng tử Ananda Mahidol (trái), Hoàng tử Bhumibol Adulyadej (giữa) và Công chúa Galyani Vadhana (phải).
Hoàng tử Ananda Mahidol khi được 4 tuổi.
Hoàng tử Ananda Mahidol và phía sau em trai Hoàng tử Bhumibol Adulyadej
Trên chuyến hạm HTMS Mae Klong vào ngày 13 tháng 1 năm 1939
Ananda Mahidol vào ngày 14 tháng 11 năm 1934
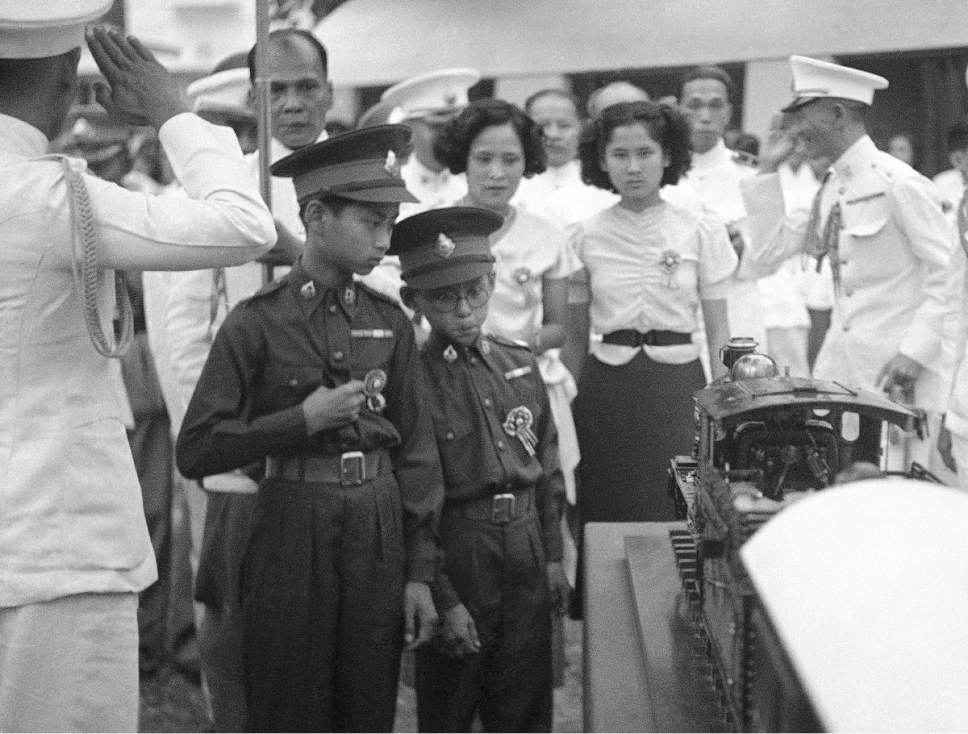
Quốc vương và em trai kiểm tra một chiếc xe lửa mô hình được tặng cho ông tại Vườn Saranromya ở Bangkokngày 16 tháng 12 năm 1938
Ananda Mahidol và Bhumibol Adulyadej năm 1938
Sinh nhật 11 tuổi của Bhumibol Adulyadej tại Cung điện Chitralada
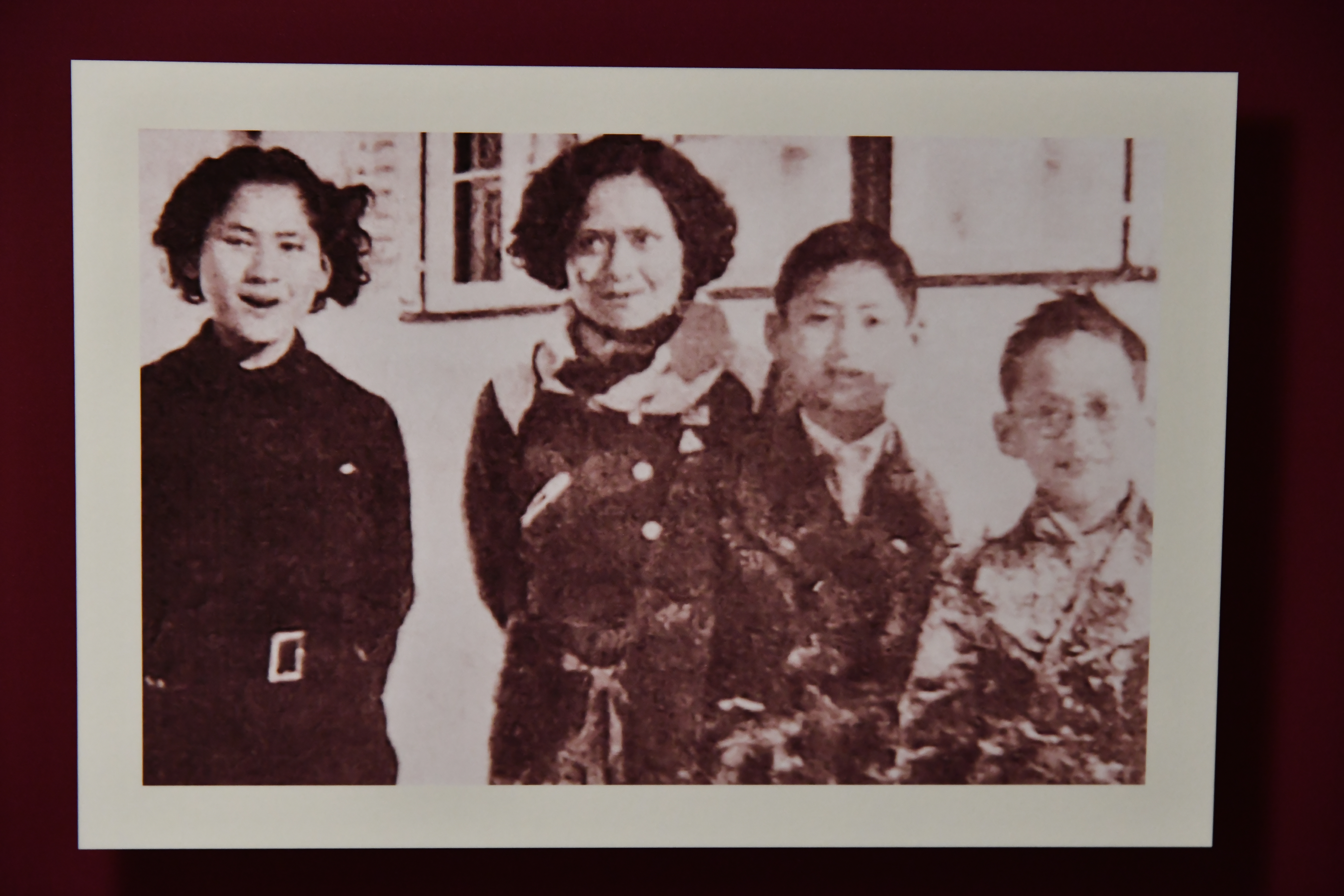
Hoàng tử Ananda Mahidol và Hoàng tử Bhumibol Adulyadej khi học tại Thụy Sĩ
Ananda Mahidol, Bhumibol Adulyadej và Công chúa Hoàng gia Maha Chakri Sirindhorn năm 1946
Trong lễ phong quân hàm ngày 17 tháng 5 năm 1946
Ananda thăm Nhà thờ Hồi giáo Tonson, Bangkok Yai, ngày 26 tháng 4 năm 1946

## Cuộc sống ban đầu

Hoàng tử Ananda Mahidol khi mới 3 tuổi.

Vương tử Ananda Mahidol Mahidol sinh tại Heidelberg, Đức. Ông là người con trai đầu của Songkhla vương Mahidol Adulyadej (con của Quốc vương Chulalongkorn) và Mom Sangwal (tước hiệu về sau là Somdej Phra Sri Nakarindhara Boromaratchachonnani) khi họ đang học tập tại đây.
Ông cùng cha mẹ tới Paris của Pháp, Lausanne của Thụy Sĩ, và sau đó là Massachusetts của Hoa Kỳ, vào năm 1927, khi chú của ông là Quốc vương Prajadhipok ban một chiếu chỉ thăng tước hiệu vương thất cho ông là Phra Worawong Ther Phra Ong Chao.
Gia đình ông quay trở về Thái Lan vào năm 1928 sau khi Vương Mahidol hoàn thành khoá học y khoa tại Đại học Harvard. Vương Mahidol qua đời ở tuổi 37 vào năm 1929, khi đó Ananda Mahidol mới 4 tuổi.
Một cuộc đảo chính năm 1932 chấm dứt chế độ quân chủ chuyên chế và dẫn đến khả năng Quốc vương Prajadhipok có thể thoái vị. Vương hậu Savang Vadhana lo ngại cho sự an nguy của cháu nội là Vương tử Ananda Mahidol do ông là một trong những người thích hợp để kế vị. Sau đó có lời đề nghị Mom Sangwal và các con của bà chuyển đến Lausanne, họ làm vậy vào năm 1933, lý do chính thức là sức khoẻ và để các vương tử tiếp thu hơn nữa nền giáo dục phương Tây.
Vương tử Ananda Mahidol giành hầu hết thời niên thiếu của ông ở Thụy Sĩ, tuy nhiên, khi Quốc vương Prajadhipok sắp thoái vị, một thành viên chính phủ tiếp cận với mẹ của Vương tử, hỏi ý kiến của bà về việc Ananda Mahidol kế thừa ngôi vị quân chủ.
Quốc vương Prajadhipok (Rama VII) thoái vị năm 1935 do các bất đồng chính trị với tân chính phủ bán dân chủ, cũng như vì các vấn đề sức khoẻ. Quốc vương Prajadhipok quyết định không dùng đặc quyền là nêu tên người được lựa chọn kế vị. Prajadhipok là con trai cuối cùng còn sống của Vương hậu Saovabha, vương vị do vậy sẽ được truyền cho hậu duệ của vương hậu kế tiếp: Vương hậu Savang Vadhana, mẹ của Thái tử Vajirunahis- người qua đời ở tuổi vị thành niên. Ngoài Thái tử, Vương hậu Savang Vadhana còn có hai người con trai nữa sống đến tuổi trưởng thành là: Vương tử Sommatiwongse Varodaya xứ Nakhon Si Thammarat mất năm 1899 khi chưa có con kế tự, và Vương tử Mahidol- cha của Ananda. Do đó, Vương tử Ananda Mahidol trở thành người đứng đầu trong thứ tự kế vị. Giống như trường hợp của Vương tử Chula Chakrabongse (cháu nội của Vương hậu Saovabha) có mẹ là người Ukraina, có ý kiến cho rằng Quốc vương Vajiravudh gần như đã loại bỏ quyền kế vị của phụ vương của Ananda Mahidol, do vậy có thể bỏ qua ông.
Tuy nhiên, do vương quốc nay được quản lý thông qua một bản hiến pháp, Nội các là thể chế quyết định việc kế vị. Các ý kiến bị chia rẽ, có người muốn trao vương vị cho Vương tử Chula Chakrabongse. Một nhân vật quan trọng là Pridi Phanomyong thuyết phục Nội các rằng nên để Vương tử Ananda Mahidol làm quốc vương kế tiếp. Có vẻ chính phủ sẽ thuận tiện hơn khi có một quân chủ mới 9 tuổi và đang học tập tại Thụy Sĩ. Ngày 2 tháng 3 năm 1935, Quốc hội và chính phủ Thái Lan bầu Vương tử Ananda Mahidol làm người kế vị vương thúc, Quốc vương Prajadhipok, trở thành quốc vương thứ tám của Triều đại Chakri.

## Trị vì

Ananda Mahidol lúc này ông đã là vua của Thái Lan khi đó ông 10 tuổi.

Do tân vương là một thiếu nhi và đang học tập tại Thụy Sĩ, Quốc hội Thái Lan bổ nhiệm Đại tá-Vương tử Anuwatjaturong, Thiếu tá-Vương tử Artit Thip-apa, và Chao Phraya Yommaraj (Pun Sukhum) làm đồng nhiếp chính.
Năm 1938, ở tuổi 13, Ananda Mahidol hồi quốc lần đầu tiên kể từ khi trở thành quân chủ. Tháp tùng Quốc vương trong chuyến đi này là mẹ và vương đệ Bhumibol Adulyadej. Thống chế Plaek Pibulsonggram khi đó đương giữ chức Thủ tướng, ông giữ chức vụ này trong hầu hết Triều đại của Ananda Mahidol, song được xem là một nhà độc tài quân sự, và người này cải quốc hiệu từ Xiêm sang Thái Lan vào năm 1939. Đến năm 1940, Pibulsonggram đưa Thái Lan vào một cuộc chiến chống lại chính phủ lực lượng Vichy Pháp ở Đông Dương.

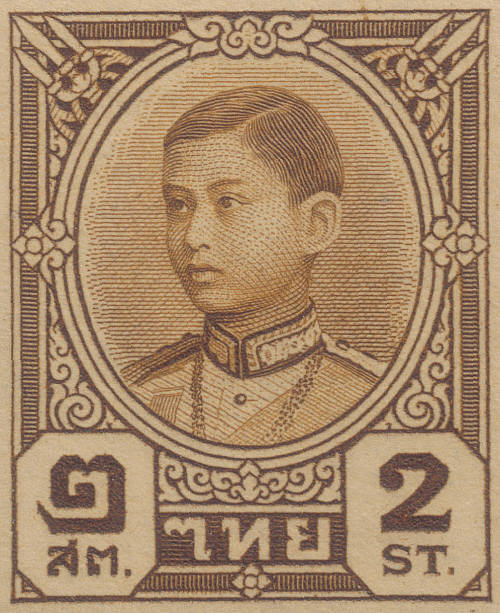
Ananda Mahidol trên một chiếc tem.

Quốc vương Ananda Mahidol và em trai là Thân vương Bhumibol Adulyadej thăm phố người Hoa tại Băng Cốc

Ngày 8 tháng 12 năm 1941, cùng với việc tấn công Trân Châu Cảng ở Hawaii, quân đội Nhật Bản xâm nhập và chiếm đóng Thái Lan. Ananda Mahidol khi đó đang ở xa đất nước, Pridi Phanomyong giữ vai trò nhiếp chính. Từ ngày 24 tháng 1 năm 1942, Thái Lan trở thành một đồng minh chính thức của Đế quốc Nhật Bản, cũng là một thành viên của Phe Trục. Dưới quyền Thủ tướng Plaek Pibulsonggram, Thái Lan tuyên chiến với các lực lượng Đồng Minh.
Đến năm 1944, tình hình chiến sự trở nên rõ ràng rằng Nhật Bản sẽ thất bại, thủ đô Băng Cốc bị Đồng Minh ném bom rất nhiều. Cộng thêm việc kinh tế khó khăn, chính phủ của Plaek Pibulsonggram do vậy mất đi rất nhiều sự ủng hộ. Đến tháng 7, Plaek Pibulsonggram bị Phong trào người Thái Tự do lật đổ. Quốc hội Thái Lan được tái triệu tập và bổ nhiệm luật sư tự do Khuang Aphaiwong làm Thủ tướng. Nhật Bản đầu hàng Đồng Minh vào ngày 15 tháng 8 năm 1945, Đồng Minh giao trách nhiệm quân sự đối với Thái Lan cho Anh Quốc.
Ananda Mahidol trở về Thái Lan lần thứ nhì vào tháng 12 năm 1945 với một học vị Luật. Mặc dù còn ít tuổi và thiếu kinh nghiệm, song Quốc vương nhanh chóng giành được tình cảm của thần dân Thái, họ tiếp tục sùng kính quân chủ bất chấp các biến cố xảy ra trong thập niên 1930 và 1940. Ông là một thanh niên tuấn tú và người Thái vui mừng khi lại có một vị Quốc vương trong nước. Một trong những hoạt động nổi bật của ông là chuyến thăm rất thành công đến khu phố Trung Hoa Sam Peng Lane tại thủ đô, xoa dịu căng thẳng thời hậu chiến giữa người gốc Thái và gốc Hoa ở Băng Cốc.
Tuy nhiên, các nhà quan sát ngoại quốc tin rằng Ananda Mahidol không thực sự muốn trở thành Quốc vương và cảm thấy rằng Triều đại của ông sẽ không kéo dài. Louis Mountbatten, Bá tước Mountbatten của Miến Điện, người chỉ huy quân Anh ở Đông Nam Á, viếng thăm Băng Cốc vào tháng 1 năm 1946 và mô tả Quốc vương là "một câu bé sợ hãi, thiển cận, bờ vai dốc và ngực lép của cậu bị mắc lên những đồ trang trí lộng lẫy đính kim cương, hoàn toàn là một nhân vật thảm hại và cô đơn." Trong một buổi họp mặt công khai, Mountbatten viết, "tình trạng căng thẳng của ông ta đã lên đến mức giống như hoảng sợ, tôi đã đến rất gần để có thể hỗ trợ trong trường hợp ông ta bất tỉnh."

## Qua đời
Ngày 9 tháng 6 năm 1946, người ta phát hiện Quốc vương bị bắn chết tại tẩm thất ở Vương toạ sảnh Boromphiman (một cung hiện đại thuộc Đại Cung), chỉ bốn ngày trước thời điểm ông dự định trở lại Thụy Sĩ để hoàn thành học vị tiến sĩ Luật tại Đại học Lausanne.
Nhà nghiên cứu bệnh học của Bộ Nội vụ Anh Quốc là Keith Simpson tiến hành một phân tích pháp lý về việc Quốc vương qua đời, ông thuật lại chuỗi sự kiện trong buổi sáng ngày 9 tháng 6:
Ananda được mẹ đánh thức vào hồi 6 giờ sáng.
Đến 7.30 sáng, tiểu đồng của ông là But Pathamasarin đang trong giờ làm việc và bắt đầu chuẩn bị bàn ăn sáng trên một ban công tiếp giáp với canh y phòng của Quốc vương.
Đến 8.30 giờ sáng, But Pathamasarin trông thấy Quốc vương ở trong canh y phòng của ông. But Pathamasarin dâng cho Quốc vương cốc nước cam ép như thường lệ một vài phút sau đó. Tuy nhiên, Quốc vương trở lại tẩm thất và từ chối dùng cốc nước cam ép.
Đến 8.45 sáng, tiểu đồng khác của quốc vương là Chit Singhaseni xuất hiện, thuật rằng cậu ta được gọi đến để đo các huân huy chương của Quốc vương để một thợ kim hoàn có thể đóng một chiếc hòm đựng chúng.
Lúc 9 sáng, Thân vương Bhumibol Adulyadej (sau là Rama IX) đến thăm Quốc vương Ananda, Bhumibol Adulyadej sau đó nói rằng mình thấy vương huynh thiu thiu ngủ ở trên giường.
Đến 9.20 sáng, một tiếng súng nổ duy nhất vang ra từ tẩm thất của Quốc vương. Chit chạy vào phòng, và sau đó chạy đến phòng mẹ của Quốc vương, khóc lóc nói rằng "Quốc vương tự bắn vào mình!"
Mẹ của Quốc vương theo Chit vào tẩm thất của Quốc vương và thấy ông nằm úp mặt trên giường, máu chảy ra từ một vết thương trên đầu.

### Hậu quả
[[Tập tin:10 satang Rama VIII - 1941.png|thumb|300px|{{center|Xu bạc: 10 Satang đúc dưới thời trị vì của Vua Rama VIII - 1941]]

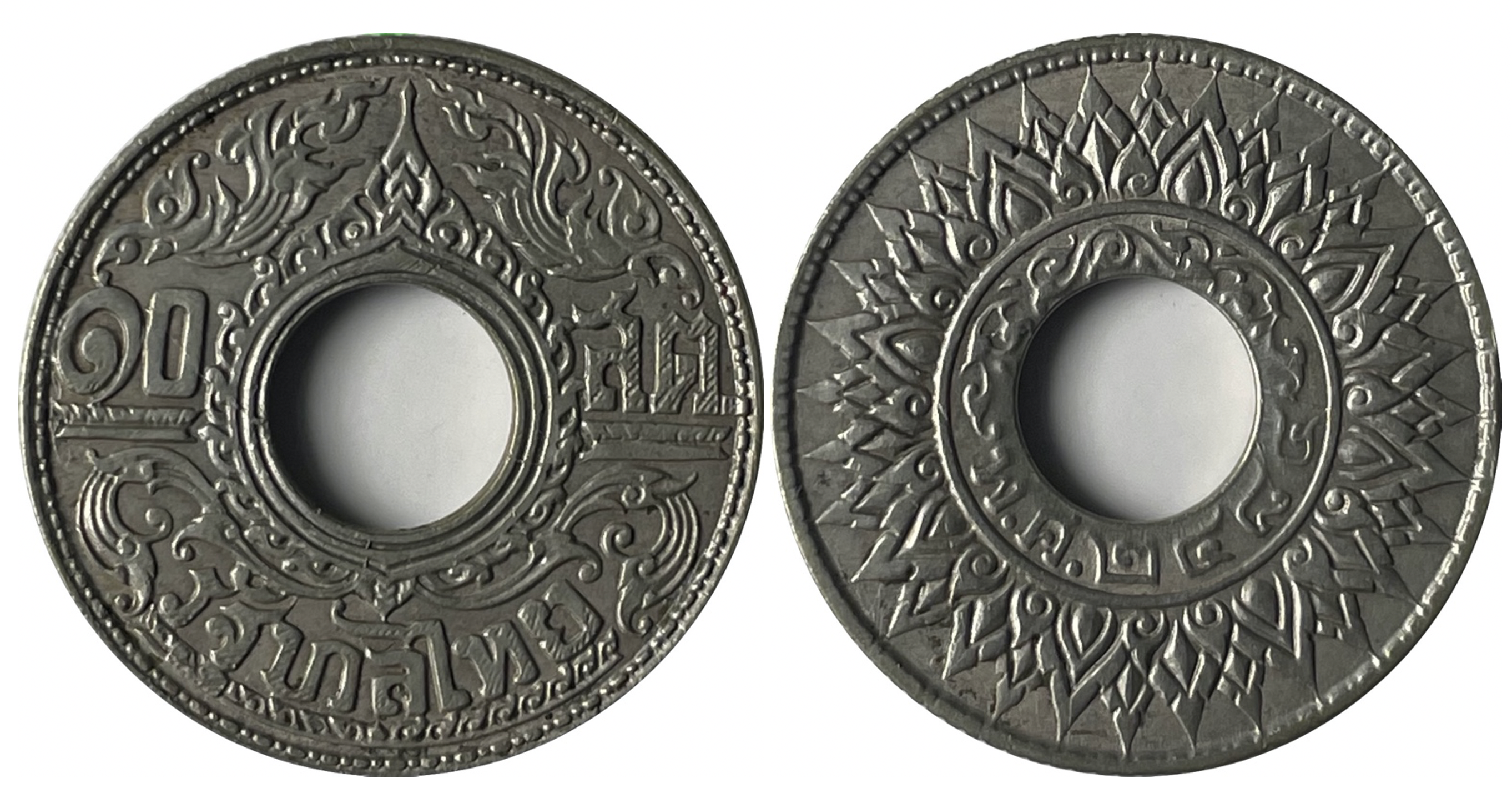
center|Xu bạc: 10 Satang đúc dưới thời trị vì của Vua Rama VIII - 1941

Một thông cáo phát thanh ban đầu vào ngày 9 tháng 6 phỏng đoán rằng Quốc vương vô tình tự bắn vào mình khi đang chơi đùa với khẩu súng ngắn của ông.
Một thời gian ngắn sau đó, Đảng Dân chủ phát tán tin đồn rằng Pridi Banomyong đứng đằng sau vụ việc.
Đến tháng 10 năm 1946, một Uỷ ban điều tra ra thông báo rằng sự việc quốc vương qua đời có thể không phải là tình cờ, song không đưa ra lời giải thích thoả đáng rằng đây là một vụ tự sát hay mưu sát.
Đến tháng 11 năm 1947, Thống chế Plaek Pibulsonggram tiến hành cuộc đảo chính lật đổ chính phủ được bầu lên của Pridi, bổ nhiệm lãnh đạo Đảng Dân chủ là Khuang Aphaiwong làm thủ tướng, và hạ lệnh tiến hành một vụ xét xử. Thư ký của Quốc vương Ananda là Thượng nghị sĩ Chaleo Patoomros, cùng với hai tiểu đồng But và Chit bị bắt giữ và bị buộc tội âm mưu hành thích Quốc vương.
Viêc xét xử khởi đầu vào tháng 8 năm 1948. Trước đó, Pibulsonggram thừa nhận với Đại sứ Hoa Kỳ tại Thái Lan Edwin Stanton rằng ông ta nghi ngờ về việc phiên toà có thể giải toả các bí ẩn về sự việc Quốc vương Ananda Mahidol qua đời. Bên công tố nhận được sự hỗ trợ của 124 nhân chứng và do số tài liệu bằng chứng đồ sộ nên người bào chữa yêu cầu hoãn phiên toà để có đủ thời gian xem xét chúng. Khi yêu cầu này bị bác, luật sư bào chữa từ nhiệm, và nhóm luật sư mới được thay thế. Sau đó, hai người trong nhóm luật sư bào chữa bị bắt và bị buộc tội phản nghịch. Trong số hai người còn lại, một người từ nhiệm, chỉ còn lại một luật sư trẻ là Fak Na Songkhla biện hộ cho bị cáo. Đến cuối phiên toà, người con gái mới tốt nghiệp của Chaleo Patoomros cùng tham gia bào chữa.
Việc xét xử kết thúc vào tháng 5 năm 1951, toà án phán quyết rằng Quốc vương Ananda bị ám sát, song Chaleo không được chứng minh là có tội và cả hai tiểu đồng đều không bắn Quốc vương. Tuy nhiên, họ cho rằng Chit tham gia vào tội ác, các cáo buộc chống lại Chaleo và But bị bác và họ được phóng thích.
Chit chống án, và bên công tố chống lại tuyên bố trắng án cho Chaleo và But. Sau 15 tháng nghị án, Toà phúc thẩm bác đơn chống án của Chit, và quyết định rằng But cũng có tội.
Chit và But kháng cáo lên Toà thượng thẩm, sau 10 tháng nghị án thì toà ra phán quyết y án với cả hai, ngoài ra còn kết án Chaleo có tội.
Tháng 2 năm 1955, Chaleo Patoomros và cả hai tiểu đồng bị chính phủ Pibulsonggram hành quyết về tội âm mưu ám sát Quốc vương.

## Danh hiệu
- 20 tháng 9 năm 1925 – 26 tháng 11 năm 1925: Mom Chao Ananda Mahidol (หม่อมเจ้าอานันทมหิดล มหิดล)
- 26 tháng 11 năm 1925 – 2 tháng 3 năm 1934: Phra Worawong Thoe Phra Ong Chao Ananda Mahidol (พระวรวงศ์เธอ พระองค์เจ้าอานันทมหิดล, "Hoàng tử Ananda Mahidol")
- 2 tháng 3 năm 1934 – 25 tháng 3 năm 1934: Somdet Phra Chao Yu Hua Phra Worawong Thoe Phra Ong Chao Ananda Mahidol (สมเด็จพระเจ้าอยู่หัว พระวรวงศ์เธอ พระองค์เจ้าอานันทมหิดล, "Giám quốc hoàng tử Ananda Mahidol")
- 25 tháng 3 năm 1934 – 11 tháng 8 năm 1946: Somdet Phra Chao Yu Hua Ananda Mahidol (สมเด็จพระเจ้าอยู่หัวอานันทมหิดล, "vua Ananda Mahidol")
- 11 tháng 8 năm 1946 – 8 tháng 6 năm 1996 (thụy hiệu): Phra Bat Somdet Phra Poramenthra Maha Ananda Mahidol Adulyadej Wimon Ramathibodi Chakri Narubodin Sayam Inthraphithak Phra Maha Kshatriya Haeng Prathet Thai (พระบาทสมเด็จพระปรเมนทรมหาอานันทมหิดล อดุลยเดชวิมลรามาธิบดี จักรีนฤบดินทร สยามินทราธิราช พระมหากษัตริย์แห่งประเทศไทย)
- 8 tháng 6 năm 1996 – nay (thụy hiệu): Phra Bat Somdet Phra Poramenthra Maha Ananda Mahidol Phra Atthama Ramathibodindara (พระบาทสมเด็จพระปรเมนทรมหาอานันทมหิดล พระอัฐมรามาธิบดินทร)

## Tổ tiên
| \| \| \| \| \| \| \| \| \| \| \| 8. Mongkut (Rama IV) (=10) \| \| \| \| \| \| \| \| \| \| \| \| \| \| \| \| \| \| \| \| \| \| \| \| \| \| \| \| \| \| \| \| \| \| \| \| \| \| \| \| \| \| \| \| \| \| \| \| \| \| \| 4. Chulalongkorn (Rama V) \| \| \| \| \| \| \| \| \| \| \| \| \| \| \| \| \| \| \| \| \| \| \| \| \| \| \| \| \| \| \| \| \| \| \| \| \| \| \| \| \| \| \| \| \| \| \| \| \| \| \| \| \| \| \| \| \| \| \| \| 9. Debsirindra \| \| \| \| \| \| \| \| \| \| \| \| \| \| \| \| \| \| \| \| \| \| \| \| \| \| \| \| \| \| \| \| \| \| \| \| \| \| \| \| \| \| \| \| \| \| \| \| \| \| \| \| \| \| \| \| \| \| \| \| 2. Mahidol Adulyadej, Hoàng tử Songkla \| \| \| \| \| \| \| \| \| \| \| \| \| \| \| \| \| \| \| \| \| \| \| \| \| \| \| \| \| \| \| \| \| \| \| \| \| \| \| \| \| \| \| \| \| \| \| \| \| \| \| \| \| \| \| \| \| \| \| \| 10. Mongkut (Rama IV) (=8) \| \| \| \| \| \| \| \| \| \| \| \| \| \| \| \| \| \| \| \| \| \| \| \| \| \| \| \| \| \| \| \| \| \| \| \| \| \| \| \| \| \| \| \| \| \| \| \| \| \| \| \| \| \| \| \| \| \| \| \| 5. Savang Vadhana \| \| \| \| \| \| \| \| \| \| \| \| \| \| \| \| \| \| \| \| \| \| \| \| \| \| \| \| \| \| \| \| \| \| \| \| \| \| \| \| \| \| \| \| \| \| \| \| \| \| \| \| \| \| \| \| \| \| \| \| 11. Piam Sucharitakul \| \| \| \| \| \| \| \| \| \| \| \| \| \| \| \| \| \| \| \| \| \| \| \| \| \| \| \| \| \| \| \| \| \| \| \| \| \| \| \| \| \| \| \| \| \| \| \| \| \| \| \| \| \| \| \| \| \| \| \| 1. Ananda Mahidol (Rama VIII) \| \| \| \| \| \| \| \| \| \| \| \| \| \| \| \| \| \| \| \| \| \| \| \| \| \| \| \| \| \| \| \| \| \| \| \| \| \| \| \| \| \| \| \| \| \| \| \| \| \| \| \| \| \| \| \| \| \| \| \| 12. Chum Chukramol \| \| \| \| \| \| \| \| \| \| \| \| \| \| \| \| \| \| \| \| \| \| \| \| \| \| \| \| \| \| \| \| \| \| \| \| \| \| \| \| \| \| \| \| \| \| \| \| \| \| \| \| \| \| \| \| \| \| \| \| 6. Chu Chukramol \| \| \| \| \| \| \| \| \| \| \| \| \| \| \| \| \| \| \| \| \| \| \| \| \| \| \| \| \| \| \| \| \| \| \| \| \| \| \| \| \| \| \| \| \| \| \| \| \| \| \| \| \| \| \| \| \| \| \| \| \| \| \| \| \| \| \| \| \| \| \| \| \| \| \| \| \| \| \| \| \| \| \| \| \| \| \| \| \| \| \| \| \| \| \| \| \| \| \| \| \| \| \| \| \| \| \| \| \| \| \| \| \| \| \| \| \| \| \| \| 3. Sangwan Talapat \| \| \| \| \| \| \| \| \| \| \| \| \| \| \| \| \| \| \| \| \| \| \| \| \| \| \| \| \| \| \| \| \| \| \| \| \| \| \| \| \| \| \| \| \| \| \| \| \| \| \| \| \| \| \| \| \| \| \| \| \| \| \| \| \| \| \| \| \| \| \| \| \| \| \| \| \| \| \| \| \| \| \| \| \| \| \| \| \| \| \| \| \| \| \| \| \| \| \| \| \| \| \| \| \| \| \| \| \| \| \| \| \| \| \| \| \| \| \| \| 7. Kham Chukramol \| \| \| \| \| \| \| \| \| \| \| \| \| \| \| \| \| \| \| \| \| \| \| \| \| \| \| \| \| \| \| \| \| \| \| \| \| \| \| \| \| \| \| \| \| \| \| \| \| \| \| \| \| \| \| \| \| \| \| \| 15. Pha \| \| \| \| \| \| \| \| \| \| \| \| \| \| \| \| \| \| \| \| \| \| \| \| \| \| \| \| \| \| \| \| \| \| \| \| \| \| \| \| \| \| \| |                                        |  |  |  |  |  |  |  |  |                            |  |  |  |
| |                                        |  |  |  |  |  |  |  |  | 8. Mongkut (Rama IV) (=10) |  |  |  |
| |                                        |  |  |  |  |  |  |  |  |                            |  |  |  |
| |                                        |  |  |  |  |  |  |  |  |                            |  |  |  |
| |                                        |  |  |  |  |  |  |  |  |                            |  |  |  |
| | 4. Chulalongkorn (Rama V)              |  |  |  |  |  |  |  |  |                            |  |  |  |
| |                                        |  |  |  |  |  |  |  |  |                            |  |  |  |
| |                                        |  |  |  |  |  |  |  |  |                            |  |  |  |
| |                                        |  |  |  |  |  |  |  |  |                            |  |  |  |
| | 9. Debsirindra                         |  |  |  |  |  |  |  |  |                            |  |  |  |
| |                                        |  |  |  |  |  |  |  |  |                            |  |  |  |
| |                                        |  |  |  |  |  |  |  |  |                            |  |  |  |
| |                                        |  |  |  |  |  |  |  |  |                            |  |  |  |
| | 2. Mahidol Adulyadej, Hoàng tử Songkla |  |  |  |  |  |  |  |  |                            |  |  |  |
| |                                        |  |  |  |  |  |  |  |  |                            |  |  |  |
| |                                        |  |  |  |  |  |  |  |  |                            |  |  |  |
| |                                        |  |  |  |  |  |  |  |  |                            |  |  |  |
| | 10. Mongkut (Rama IV) (=8)             |  |  |  |  |  |  |  |  |                            |  |  |  |
| |                                        |  |  |  |  |  |  |  |  |                            |  |  |  |
| |                                        |  |  |  |  |  |  |  |  |                            |  |  |  |
| |                                        |  |  |  |  |  |  |  |  |                            |  |  |  |
| | 5. Savang Vadhana                      |  |  |  |  |  |  |  |  |                            |  |  |  |
| |                                        |  |  |  |  |  |  |  |  |                            |  |  |  |
| |                                        |  |  |  |  |  |  |  |  |                            |  |  |  |
| |                                        |  |  |  |  |  |  |  |  |                            |  |  |  |
| | 11. Piam Sucharitakul                  |  |  |  |  |  |  |  |  |                            |  |  |  |
| |                                        |  |  |  |  |  |  |  |  |                            |  |  |  |
| |                                        |  |  |  |  |  |  |  |  |                            |  |  |  |
| |                                        |  |  |  |  |  |  |  |  |                            |  |  |  |
| | 1. Ananda Mahidol (Rama VIII)          |  |  |  |  |  |  |  |  |                            |  |  |  |
| |                                        |  |  |  |  |  |  |  |  |                            |  |  |  |
| |                                        |  |  |  |  |  |  |  |  |                            |  |  |  |
| |                                        |  |  |  |  |  |  |  |  |                            |  |  |  |
| | 12. Chum Chukramol                     |  |  |  |  |  |  |  |  |                            |  |  |  |
| |                                        |  |  |  |  |  |  |  |  |                            |  |  |  |
| |                                        |  |  |  |  |  |  |  |  |                            |  |  |  |
| |                                        |  |  |  |  |  |  |  |  |                            |  |  |  |
| | 6. Chu Chukramol                       |  |  |  |  |  |  |  |  |                            |  |  |  |
| |                                        |  |  |  |  |  |  |  |  |                            |  |  |  |
| |                                        |  |  |  |  |  |  |  |  |                            |  |  |  |
| |                                        |  |  |  |  |  |  |  |  |                            |  |  |  |
| |                                        |  |  |  |  |  |  |  |  |                            |  |  |  |
| |                                        |  |  |  |  |  |  |  |  |                            |  |  |  |
| |                                        |  |  |  |  |  |  |  |  |                            |  |  |  |
| |                                        |  |  |  |  |  |  |  |  |                            |  |  |  |
| | 3. Sangwan Talapat                     |  |  |  |  |  |  |  |  |                            |  |  |  |
| |                                        |  |  |  |  |  |  |  |  |                            |  |  |  |
| |                                        |  |  |  |  |  |  |  |  |                            |  |  |  |
| |                                        |  |  |  |  |  |  |  |  |                            |  |  |  |
| |                                        |  |  |  |  |  |  |  |  |                            |  |  |  |
| |                                        |  |  |  |  |  |  |  |  |                            |  |  |  |
| |                                        |  |  |  |  |  |  |  |  |                            |  |  |  |
| |                                        |  |  |  |  |  |  |  |  |                            |  |  |  |
| | 7. Kham Chukramol                      |  |  |  |  |  |  |  |  |                            |  |  |  |
| |                                        |  |  |  |  |  |  |  |  |                            |  |  |  |
| |                                        |  |  |  |  |  |  |  |  |                            |  |  |  |
| |                                        |  |  |  |  |  |  |  |  |                            |  |  |  |
| | 15. Pha                                |  |  |  |  |  |  |  |  |                            |  |  |  |
| |                                        |  |  |  |  |  |  |  |  |                            |  |  |  |
| |                                        |  |  |  |  |  |  |  |  |                            |  |  |  |